# Plimni val
Plimni val je vodeni val koji se formira u fenomenu plime, a nastaje kao razlika između razine vode oseke i vodene mase koja joj se suprotstavlja strujanjem u suprotnom smjeru pa je zbog toga plimni val najčešći u uskim, dugim zaljevima, rijekama i zaljevima gdje veća količina vodene mase utječe kroz pritoke. Kao takav plimni val se zbog svoje jakosti često zamjenjuje s tsunamijem premda se radi o dvije različite prirodne pojave.

## Fenomen plimnog vala
Plimni valovi iako se pojavljuju gdje god postoje uvjeti kod plime i oseke u većini slučajeva njihov efekat nije vidljiv. Vidljivost i utjecaj plimnog vala prepoznaje se samo u područjima gdje nastaju visoke razlike između plime i oseke (obično gdje je razlika oko 6 m između visoke i niske vode) te gdje plima plavi plitka, sužavajuća riječna korita ili zaljeve. Plimni valovi ne samo da povisuju razinu plime nego isto tako mogu produžiti vrijeme plimne poplavljenosti određenog područja zahvaćenog plimnim valom te pri tom stvoriti efekat iznenadnog porasta razine vode koji nije uobičajen.
Plimni valovi se javljaju u nekoliko oblika, varirajući od vodenog zida koji nadolazi u obliku jednog vala, u obliku udarnog vala, te višestrukih valova predvođenih jednim primarnim jačim valom te nizom sekundarnih smirujućih valova. Kod zrazito veliki plimni valovi postoji mogućnost ugrožavanja plovidbe brodova i odvijanja plovnih aktivnosti ali predstavljaju mogućnost odvijanja ekstremnih sportskih aktivnost kao što je riječno surfanje.
Popis rijeka na kojima je zabilježen fenomen plimnog vala:

## Azija
- rijeka Ganges – Brahmaputra, Indija - Bangladeš
- rijeka Ind, Pakistan
- rijeka Qiantang u Kina. Plimni val rijeke Qiantang smatra se najvećim riječnim plimnim valom na svijetu sa svojih 9 metara visine i brzinom do 40 km/h kretanja uzvodno.
- Batang Lupar ili rijeka Lupar, kod Sri Amana u Maleziji. Lokalno stanovništvo ovog kraja pojavu plimnog vala nazivaju benak.

## Australija
- rijeka Styx, Queensland
- rijeka Daly, Sjeverni teritorij

## Europa

### Velika Britanija
- rijeka Dee
- rijeka Mersey
- rijeka Severn (Severn bore)
- rijeka Trent (Trent Aegir)
- rijeka Parrett
- rijeka Welland
- rijeka Kent (Arnside bore)
- rijeka Great Ouse
- rijeka Ouse u Yorkshiru
- rijeka Eden Cumbria
- rijeka Esk Dumfriesshire
- rijeka Nith

### Francuska
U Francuskoj fenomen plimnog vala u jeziku se zove un mascaret,  iako postoje i lokalni naziv koji su uobičajeniji.
- rijeka Seine je do 1960. imala poprilično velik plimni val (la barre) ali je zbog produbljivanja korita i uređivanja toka rijeke gotovo postao nezamijetan.[1]
- zaljev kod otoka Mont Saint Michel na ušću rijeke Couesnon te ušća rijeka Sélune i Sée u Normandiji.[1]
- rijeka Arguenon[1]
- rijeka Vire[1]
- rijeka Sienne[1]
- rijeka Vilaine u Bretanji gdje stanovnici tog kraja plimni val nazivaju le mascarin
- rijeka Dordogne u istoimenom departmanu[1]
- rijeka Garonne na jugozapadu Francuske[1]

### Norveška
- zaljev Saltstraumen kod grada Bodø gdje se javljaju najjača strujanja vodene mase prilikom izmjena morskih mijenja na svijetu.

## Sjeverna Amerika
- uvala/zaton Cook na Aljaski bilježi i do 2 metra visine plimne valove koji dostižu brzinu oko 20 km/h.

Većina rijeka koje se uviru u gornjem dijelu zaljeva Fundy između Nova Scotije i New Brunswicka imaju plimne valove. Posebno treba izdvojiti:
- rijeka Petitcodiac je bila poznata po najvećim plimnim valovima u Sjevernoj Americi (2 metra)  ali je tijekom vremena njihova visina opala a kao razlog se navode konstrukcijski i eksploatacijski radovi u koritu rijeke.
- rijeka Shubenacadie također se ulijeva u zaljev Fundy u Nova Scotiji a njezin plimni val u nadolasku poplavi riječno korito u potpunosti koje za vrijeme oseke bude suho te zbog toga je zabolježeno nekoliko smrtnih slučajeva neopreznih turista.[nedostaje izvor] Iznajmljivači brodova na ovoj rijeci tijekom ljeta zbog plimnih valova u ponudi imaju rafting.
- Plimni valovi su najveći i najbrži u nekima od najmanjih riječnih tokova koji se ulijevaju u zaljev Fundy kao što su rijeke Hebert i Maccan pri uvali Cumberland, isto tako rijeke St. Croix, Herbert i Kennetcook pri uvali Minas, te rijeka Salmon.

Zaljev Fundy je specifičan po tome jer je na toj lokaciji zabilježena najveća razlika između morskih mijena to jest plime i oseke s razlikom od 16 metara između najviše i najniže razine vode pa i samim time je fenomen plimnog vala je izrazit i zamjetljiv. 

## Južna Amerika
- rijeka Amazona u Brazilu i rijeka Orinoco u Venezueli imaju plimne valove visoke do 4 metra koji se kreću uzvodno brzinom do 20 km/h. Lokalno stanovništvo ovu pojavu plimnog vala naziva pororoca.[3]
- rijeka Mearim u Brazilu.
- rijeka Araguari u Brazilu.

## Pogledati također
- Morske mijene
- Morske struje

## Vanjske poveznice
- Plimni val na rijeci Quiantang u Kini  Arhivirana inačica izvorne stranice od 21. veljače 2009. (Wayback Machine)
- Amaterski snimak "Wiggenhall Wave" plimnog vala
- Link za Proudman Inst. page  Arhivirana inačica izvorne stranice od 19. studenoga 2007. (Wayback Machine)